# SJ T43
De T43 is een dieselelektrische locomotief bestemd voor het goederenvervoer en zware rangeerdiensten van de Statens Järnvägar (SJ).

## Geschiedenis
De locomotieven werden in de jaren 1950 ontwikkeld en gebouwd door Nydqvist & Holm AB (NOHAB) met een V 12 cilinder tweetaktdieselmotor van General Motors en Electro-Motive Division van het type GM EMD 12-645E en de elektrische installatie gebouwd door Allmänna Svenska Elektriska Aktiebolaget (ASEA).

## Constructie en techniek
De locomotief heeft een stalen frame. De locomotief staat op twee draaistellen. Er kunnen tot twee locomotieven gekoppeld worden bestuurd.

### Nummers
De locomotieven werden door de Statens Järnvägar (SJ) als volgt genummerd:
| Lijst van de T 43 |          |          |            |             |
| Nummer            | Eigenaar | Bouwjaar | UIC nummer | Opmerkingen |
| 209-211           | SJ       | 1961     |            |             |
| 212-245           | SJ       | 1962     |            |             |
| 246-258           | SJ       | 1963     |            |             |

## Treindiensten
De locomotieven worden door Statens Järnvägar (SJ), tegenwoordig door Green Cargo ingezet voor onder meer het goederenvervoer en de rangeerdienst.